# Erasmus Mundus
 (mai 2025).
 (février 2016).
Erasmus Mundus est une extension du programme d'échange pour l'enseignement supérieur Erasmus, qui ouvre la mobilité aux étudiants depuis et vers de nombreux pays non européens. Créé entre fin 2003 et début 2004, le programme a été mis en œuvre à la rentrée universitaire 2004-2005.

## Histoire
Le programme Erasmus a été créé en 1987. Cette année-là, 3 244 étudiants ont pris part à des activités éducatives dans l’un des 11 pays qui avaient souscrit au programme. Ces pays sont aujourd’hui au nombre de 33 : les 28 États membres de l’Union, auxquels viennent s’ajouter l’Islande, le Liechtenstein, la Norvège, la Suisse et la Turquie.
En vingt-cinq ans, le nombre d’étudiants inscrits au programme n’a cessé d’augmenter, tout comme la qualité et la diversité des activités proposées. Professeurs et autres membres du corps éducatif – tels les administrateurs chargés des relations universitaires internationales, qui sont souvent les premiers interlocuteurs des étudiants candidats à Erasmus – peuvent, eux aussi, obtenir une aide de l’Union pour enseigner ou se former à l’étranger ; ils ont été près de 40 000 dans ce cas pour l’année universitaire 2010-2011.
Depuis 2007, Erasmus s’occupe aussi de stages dans des entreprises à l’étranger. À ce jour, près de 150 000 étudiants ont reçu une aide à cet effet. Pour l’année 2009-2010, 35 000 étudiants (soit un sur six) ont opté pour un stage, ce qui représentait une augmentation de 17 % par rapport à l'année précédente.
En latin, « mundus » signifie « monde » ; ainsi, le nom « Erasmus Mundus » correspond à la version internationale du programme Erasmus.
Le programme a été créé par une décision du 5 décembre 2003, publiée le 31 décembre 2003 dans le journal officiel de l'Union européenne, entrée en vigueur le 20 janvier 2004.
En 2006, ce programme connaît à son tour une extension : Erasmus Mundus External Cooperation Window. Le programme Erasmus Mundus, financé par l'EACEA (Audiovisual, Education and Culture Executive Agency) à Bruxelles a pour objectif la visibilité et l'attractivité de l'enseignement supérieur européen dans le monde. Cette attractivité est soutenue par des bourses pour les étudiants (européens et non-européens) et pour les professeurs. Le programme Erasmus Mundus est un label d'excellence et a un recrutement sélectif. Ces Masters sont fondés sur un consortium d'universités, situées dans au moins 3 pays, et les étudiants doivent effectuer plusieurs mobilités en Europe et hors Europe.
En 2009, deux nouvelles évolutions sont apportées au programme : 
- les étudiants européens (au sens large) peuvent bénéficier des bourses de master Erasmus Mundus
- un programme de doctorat est créé. Il est calqué sur le modèle du programme master : au moins trois établissements d'enseignement supérieur européens habilités à délivrer des diplômes au niveau Doctorat se regroupent en consortium pour soumettre une proposition à l'Agence Européenne. À la rentrée 2010, treize propositions ont été retenues.

En 2018, la Commission a lancé l'initiative "Université européenne" qui  "vise à favoriser l'excellence, l'innovation et l'inclusion dans l'enseignement supérieur à travers l'Europe, accélérer la transformation des établissements d'enseignement supérieur en universités du futur avec des impacts systémiques et durables". L'objectif est de créer avant fin 2024, 60 Alliances d'Universités Européennes impliquant 500 institutions universitaires. Avec l'appel à candidature de 2023 (le troisième), 50 alliances ont été effectivement créées.

## Objectif
Le principal objectif dans la stratégie de Lisbonne de l'Union européenne, est de rendre l'Europe plus compétitive, fondée sur la connaissance dans le monde et une référence pour la haute qualité et l'excellence dans l'éducation.
Le programme Erasmus Mundus est un programme de coopération et de mobilité dans le domaine de l'enseignement supérieur. L'idée est d'accroître la qualité et la visibilité de l'enseignement supérieur européen, ainsi que de permettre par ces échanges une meilleure connaissance et compréhension avec les pays non-européens.
Ce programme a pour but de resserrer les liens avec les pays non-européens par des formations de Masters qui permettent à des étudiants du monde entier de se rendre en Europe pour poursuivre leurs études, grâce à des bourses financées par la Commission européenne. Le programme Erasmus Mundus permet aussi à des étudiants européens de partir en mobilité dans des pays non-européens, dernier volet du programme Erasmus Mundus.
Le programme Erasmus Mundus offre des possibilités à la fois aux étudiants européens et extra-européens.